# Hochschule Hólar

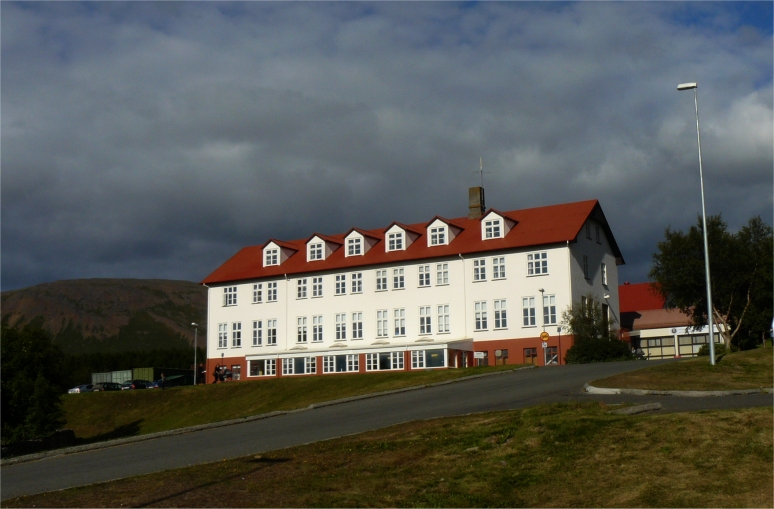
Hochschule Hólar (Aufnahme 2008)

Die Hochschule Hólar (isländisch: Hólaskóla - Háskólann á Hólum) ist eine landwirtschaftlich und touristisch orientierte Hochschule im Ort Hólar im Norden Islands.

## Studiengänge
Die Hochschule hat die Fachbereiche Aquakultur und Biologie der Fische, Pferdekunde und ruraler Tourismus. Als Abschlüsse werden Diplome in Wasserkultur und Fischzucht, Training junger Pferde und Reitlehrer und ruralem Tourismus; Bachelor in Wasserbiologie, Pferdekunde und ruralem Tourismus sowie Masterabschluss in Wasserbiologie und Pferdekunde angeboten. Die Diplomstudiengänge dauern ein Jahr. Die Bachelor- und Masterstudiengänge werden in Zusammenarbeit mit anderen isländischen Hochschulen angeboten und dauern zwei bis drei Jahre.

## Einrichtungen der Hochschule
Die Gebäude der Hochschule sind in Hólar und Sauðárkrókur, Anlagen für Pferde- und Fischhaltung befinden sich in der Umgebung. Die Universitätsbibliothek umfasst etwa 3.500 Bücher, die Studentenwohnheime der Universität bieten 30 Einraum- und über 55 Mehrraumwohnungen. Die Universität beschäftigt über 30 Lehrkräfte und verfügt über ein internes Qualitätsmanagementsprogramm. Ihre Sport- und Freizeiteinrichtungen dürfen von den Bewohnern der umliegenden Orte mitbenutzt werden.
Neben den drei Fachbereichen gibt es als geisteswissenschaftliche Forschungs- und Lehrinstitution das „Guðbrandur Þorláksson“-Institut.

## Geschichte
An dem früheren Bischofssitz Holar befanden sich seit dem Jahr 1106 schulische Einrichtungen, zunächst eine Kathedralschule, die nach der 1550 erfolgten Reformation in eine säkulare Lateinschule umgewandelt wurde. Diese wurde im Jahr 1801 geschlossen. 1882 wurde am Ort eine Landwirtschaftsschule eröffnet. Diese weitete ihre Tätigkeit nach und nach aus und erhielt im Jahr 2003 die Erlaubnis, ihren Absolventen akademische Grade zu verleihen. Am 1. Juli 2007 begann sie ihren Betrieb offiziell als Háskólinn á Hólum (Hochschule von Holar). Sie wird vom isländischen Landwirtschaftsministerium beaufsichtigt.